# نورمان جاي كولمان
نورمان جاي كولمان (بالإنجليزية: Norman Jay Coleman)‏ هو سياسي أمريكي، ولد في 16 مايو 1827 في ريتشفيلد سبرينغز في الولايات المتحدة، وتوفي في 3 نوفمبر 1911 في الولايات المتحدة بسبب ذات الرئة. حزبياً، نشط في الحزب الديمقراطي. وقد انتخب عضو مجلس نواب ولاية ميسوري.